# Kościół Chrystusowy we Wrocławiu
Kościół Chrystusowy we Wrocławiu – zachowany w stanie ruiny kościół ewangelicko-luterański (staroluterański) we Wrocławiu.

## Historia
Zbudowano go w drugiej połowie XIX wieku w stylu neogotyckim. Był to budynek jednonawowy. Mieścił się na piętrze budynku przy Żabiej Ścieżce, stał w ciągu zwartej zabudowy, a jego jedynym wyróżnieniem były strzeliste okna. Stanowił część kompleksu ewangelicko-luterańskiego szpitala diakonisek „Bethanien”. 
Około 1870 roku dobudowano prezbiterium. Kościół spłonął w 1915 roku, następnie został odbudowany. Po I wojnie światowej zawieszono w nim sygnaturkę. Po II wojnie światowej kościół pełnił funkcję aresztu wojskowego batalionu samochodowego Korpusu Bezpieczeństwa Wewnętrznego. Następnie budynek pozostawał opuszczony. W latach 70 XX w. zaginęła sygnaturka. 
W latach 80. XX wieku kościół przekazano Kościołowi Chrystusowemu, w 1983 roku rozpoczęto starania o remont budynku, prac jednak nie rozpoczęto.
17 czerwca 1991 roku doszło do zawalenia się dachu kościoła. Od tamtej pory buydnek pozostaje w stanie całkowitej ruiny. Właścicielem budynku jest Skarb Państwa.